# Isla Dougherty
Dougherty es el nombre de una isla que se supone ubicada en el océano Pacífico sur, entre Australia y la Antártida.
En 1893 el capitán neozelandés White comunicó haber circunnavegado tal isla, la cual fue situada aproximadamente en las coordenadas 59°20′00″S 120°20′0″O / -59.33333, -120.33333. Sin embargo, tras esto no se efectuaron nuevos avistamientos fehacientes, motivo por el cual la supuesta isla ha sido suprimida de las cartografías oficiales y ha entrado en la categoría de isla fantasma.